# Anders Schwanbom
Anders Schwanbom, född 11 juni 1911 i Garpenbergs församling, Kopparbergs län, död 2000, var en svensk direktör och civilingenjörverksam inom den svenska tunga kemiska industrin.
Schwanbom avlade studentexamen i Falun 1931 och tog en civilingenjörsexamen vid  Kungliga Tekniska högskolan 1936. Han var verksam som ingenjör vid Fosfatbolagets fabriker i Ljungaverk, Stockviksverken samt Alby 1936-1945, och blev 1946 överingenjör vid huvudkontoret i Stockholm. Han var från 1957 teknisk direktör på Fosfatbolaget.
Schwanbom invaldes 1973 som ledamot av Ingenjörsvetenskapsakademien och tilldelades 2000 akademiens stora guldmedalj postumt.